# Réez-Fosse-Martin
Réez-Fosse-Martin is een gemeente in het Franse departement Oise (regio Hauts-de-France) en telt 164 inwoners (2005). De plaats maakt deel uit van het arrondissement Senlis.

## Geografie
De oppervlakte van Réez-Fosse-Martin bedraagt 7,2 km², de bevolkingsdichtheid is 22,8 inwoners per km².
De onderstaande kaart toont de ligging van Réez-Fosse-Martin met de belangrijkste infrastructuur en aangrenzende gemeenten.

## Demografie
Onderstaande figuur toont het verloop van het inwonertal (bron: INSEE-tellingen).

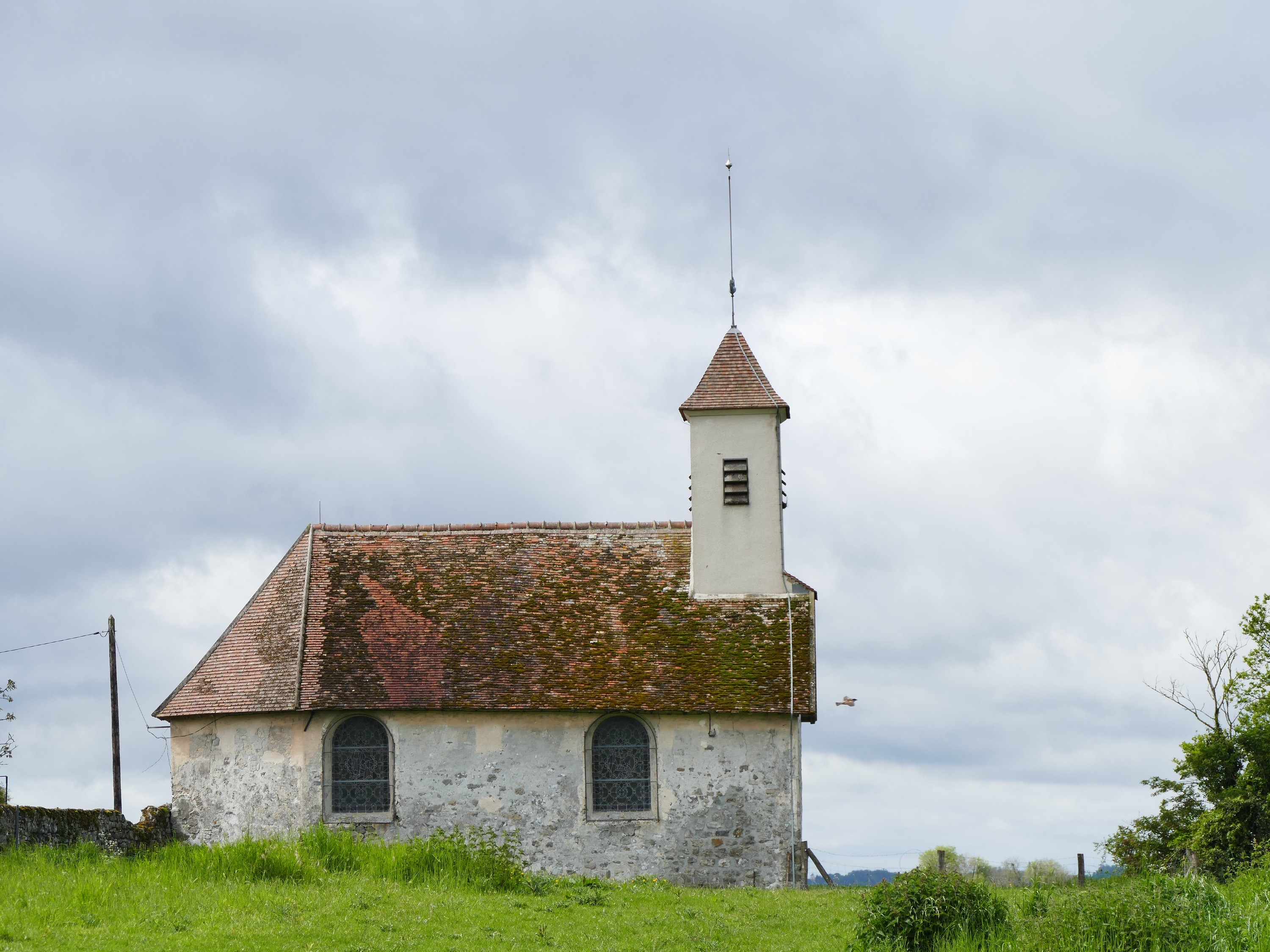
Kapel van Réez-Fosse-Martin